# 保国街道
保国街道是中国黑龙江省哈尔滨市平房区下辖的一个街道办事处。

## 行政区划
保国街道辖以下社区：
前进里社区、花卉社区、东升社区和友集社区。